# Тоганашево
Тогана́шево (рос. Тоганашево, чув. Туканаш) — село у складі Козловського району Чувашії, Росія. Входить до складу Аттіковського сільського поселення.
Населення — 127 осіб (2010; 135 у 2002).
Національний склад:
- чуваші — 94 %